# (6160) Minakata
(6160) Minakata es un asteroide perteneciente al cinturón de asteroides, región del sistema solar que se encuentra entre las órbitas de Marte y Júpiter, descubierto el 15 de mayo de 1993 por Yoshisada Shimizu y el también astrónomo Takeshi Urata desde el Observatorio de Nachikatsuura, Wakayama, Japón.

## Designación y nombre
Designado provisionalmente como 1993 JF. Fue nombrado Minakata en homenaje a Kumagusu Minakata, naturalista japonés que, de niño, estudió micología. Ejerció desde 1895 como especialista temporal por el Museo Británico, regresando a Japón en 1900 para continuar sus estudios de biología y otros campos. Promovió el movimiento para proteger el bosque de Kumano en la prefectura de Wakayama de la destrucción por parte del gobierno.

## Características orbitales
Minakata está situado a una distancia media del Sol de 2,303 ua, pudiendo alejarse hasta 2,736 ua y acercarse hasta 1,870 ua. Su excentricidad es 0,188 y la inclinación orbital 4,821 grados. Emplea 1277,12 días en completar una órbita alrededor del Sol.

## Características físicas
La magnitud absoluta de Minakata es 13,8.